# 丹尼 (伊利諾伊州)
丹尼（英語：Denny）是位於美國伊利諾伊州佩里縣的一個非建制地區。該地的面積和人口皆未知。

## 地理
丹尼的座標為38°02′51″N 89°19′37″W / 38.04750°N 89.32694°W，而該地的平均海拔高度為135米（即443英尺）。